# Grandes palácios fatímidas

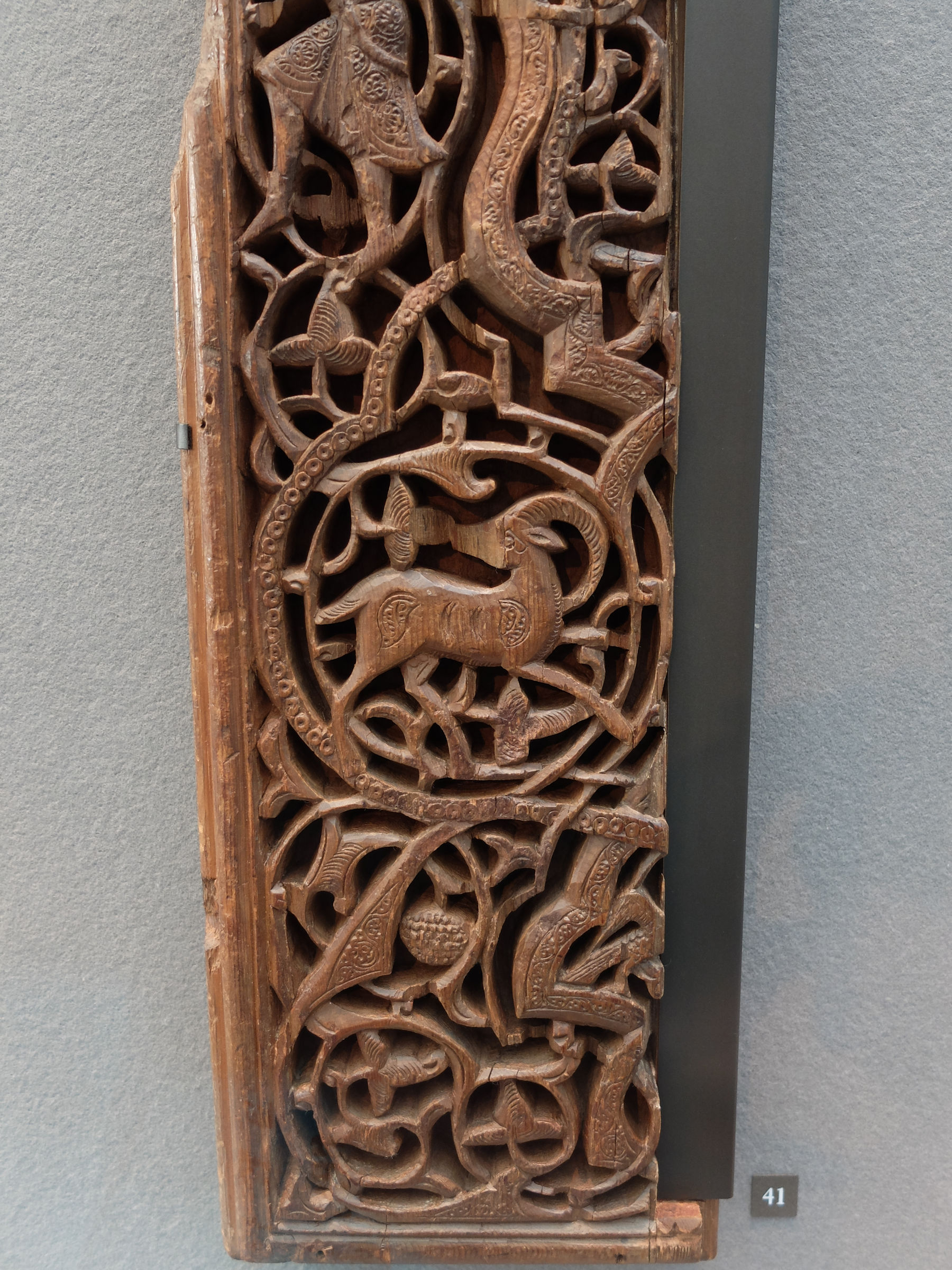
Painel de madeira entalhada com imagens de animais e humanos, que se acredita ter pertencido a uma porta em um dos palácios fatímidas (em exposição no Louvre).

Os Grandes Palácios dos Califas Fatímidas (ou Grandes Palácios Fatímidas, entre outras variantes de nome) foram um vasto e luxuoso complexo de palácios construído no final do século X no Cairo, Egito, para abrigar os califas fatímidas, suas famílias e a administração de seu estado. Havia dois complexos de palácios principais, o Palácio Oriental e o Palácio Ocidental. Eles estavam localizados no centro da cidade murada do Cairo, em torno da área ainda hoje conhecida como Bayn al-Qasrayn ("Entre os Dois Palácios").

## Visão geral e histórico

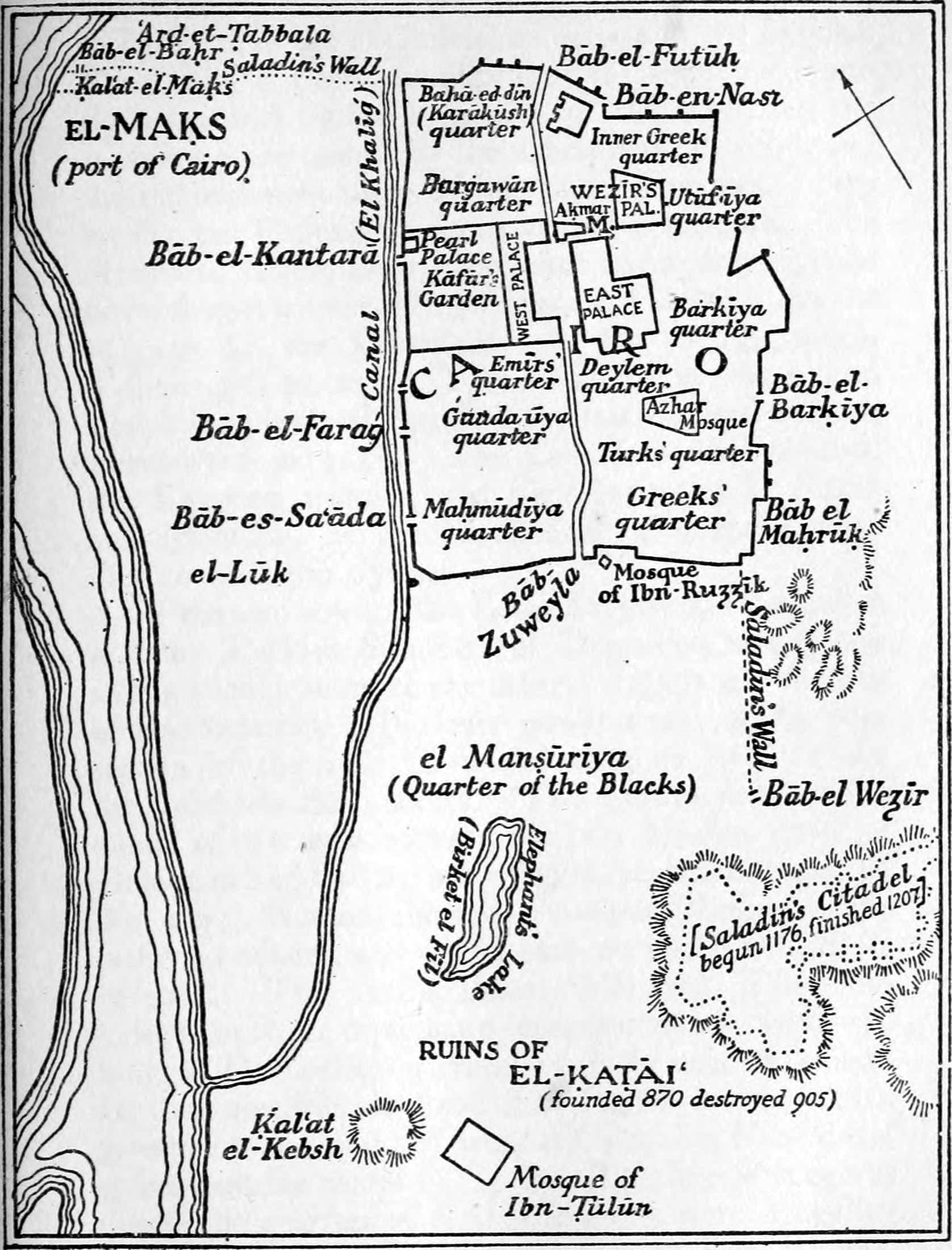
Uma planta do Cairo fatímida (antes de 1200), conforme reconstruída por Stanley Lane-Poole, mostrando o layout aproximado da cidade e a localização dos palácios

Os fatímidas foram um califado muçulmano xiita que inicialmente conquistou a Tunísia, onde fundou sua primeira capital em Mahdia. Em seguida, conquistaram o Egito em 969 com um exército berbere Kutama do norte da África sob o comando do general Jawhar al-Siqilli. Em 970, Jawhar foi responsável pelo planejamento, fundação e construção de uma nova cidade para servir de residência e centro de poder para os califas fatímidas. A cidade foi batizada de al-Mu'izziyya al-Qahira, a "Cidade Vitoriosa de al-'Muizz", mais tarde chamada simplesmente de "al-Qahira", que nos deu o nome moderno de Cairo A nova cidade estava localizada a nordeste de Fostate, a capital anterior e principal cidade do Egito. Jawhar organizou a cidade de modo que o complexo do palácio califal ficasse em seu centro, além da mesquita principal, al-Ahzar, a sudeste.
O complexo do palácio consistia em duas partes principais: o Palácio Oriental (ou Grande Palácio), o primeiro a ser construído em 970 por Jauar para a chegada do triunfante califa Almuiz, e o Palácio Ocidental, que foi adicionado sob seu sucessor, o califa Alaziz (r. 975-996). Juntos, eles serviram como residências dos califas e de suas famílias durante todo o período fatímida e, por isso, também eram conhecidos como Dar al-Khilafa ("Morada do Califado"). As informações sobre o layout e a aparência desses palácios vêm de alguns relatos escritos, especialmente das crônicas do historiador árabe Almacrizi e do viajante persa Nazir Khusraw.
Os dois palácios ficavam de frente um para o outro em uma praça aberta que ficou conhecida como Bayn al-Qasrayn (que significa "Entre os Dois Palácios"), em um padrão repetido da cidade real fatímida original em Mádia, na Tunísia. Essa praça era retangular e media 105 por 255 metros (344 por 837 pés), ocupando mais de 2,5 hectares. Ela tinha grande significado público e simbólico e era o local de várias cerimônias relacionadas à dinastia. A grande entrada oficial do Grande Palácio Oriental, conhecida como Bab al-Dhahab ("O Portão Dourado"), estava localizada aqui.

## O Palácio Oriental (Grande Palácio)
O Palácio Oriental, também conhecido como o Grande Palácio (Alcácer Alcabir), era o maior dos dois e acredita-se que tenha ocupado cerca de 9 ha, ou um quinto da área total do Cairo na época. Ele foi iniciado sob Almuiz e concluído sob Alaziz, embora trabalhos de vários tipos tenham continuado por décadas, mesmo sob Aláqueme e sob o vizir Almamune Albatai no século XII. O palácio se abria para o resto da cidade por meio de nove portões (três a oeste, um ao norte, três a leste e dois ao sul), mas também era separado da cidade ao seu redor por jardins e praças abertas. Esse leiaute extenso, mas isolado no centro da cidade, manteve a tradição, já estabelecida pelos califas abássidas, de isolar o califa da esfera pública. Os membros do estabelecimento religioso Isma'ili (estudiosos e clérigos) também ficavam alojados no palácio ou em seus arredores, que tinha seu próprio muezim e, portanto, não dependia da chamada para oração da Mesquita de Alazar. O Palácio Oriental era composto por muitos grandes salões, sendo que os mais importantes eram precedidos por pátios (chamados dihliz). O palácio também apresentava muitos jardins ou pátios, muitas vezes cercados por pórticos e com pavilhões e fontes, onde se desenrolava a vida da corte. Os visitantes que escreveram sobre os palácios relataram pavimentos de mármore de diferentes cores, fontes centrais, luminárias e ornamentação de ouro e animais em exibição para impressionar os convidados.
A grande entrada oficial do palácio era feita pelo portão central ocidental chamado Bab al-Dhahab ("O Portão Dourado"), que se abria para a praça Bayn al-Qasrayn (sua localização seria de frente para o atual Mausoléu de Calavuno, do outro lado da rua.) Aparentemente, ele tinha ouro trazido de Ifríquia (atual Tunísia). Acima do portão havia uma sacada na qual o califa aparecia para o público em algumas ocasiões. Essa entrada levava ao "Salão Dourado" (Qa'at al-Dhahab ou Dar al-Dhahab) por meio de uma passagem abobadada com cerca de 30 metros de comprimento. O Salão Dourado funcionava como uma sala do trono, onde o califa realizava suas audiências diárias e onde ocorriam recepções oficiais e alguns festivais religiosos. Outro salão importante era conhecido como o Grande Ivã, coroado por uma cúpula. Esse era o local onde os clérigos e missionários ismailitas (da'is) realizavam sermões para os residentes do palácio, bem como alguns dos festivais religiosos mais importantes. Nesse salão, o assento do califa ficava escondido atrás de uma tela ou grade conhecida como Shubbak al-Khalifa ("Janela do Califa"). Tanto o Salão Dourado quanto o Grande Ivã foram construídos ou concluídos durante o governo de Alaziz.
Cerca de um quarto do palácio a nordeste era ocupado por uma grande praça chamada Rahbat al-Eid ("Praça do Festival"), medindo 157 por 105 metros, que era o ponto de partida para as procissões do califa pela cidade. Um dos portões orientais, chamado Babe Azumurrude ("Portão Esmeralda"), abria-se para essa praça e dava acesso à parte do palácio conhecida como Palácio Esmeralda, a residência particular do califa. Outro portão que se abria para o lado sul da praça era chamado Bab al-Eid. Um salão de arsenal, chamado Khizanat al-Bunud (aproximadamente o "Arsenal de Estandartes/Bandeiras"), ficava a leste do palácio, assim como um portão conhecido como Bab Qasr al-Sharq ("Portão do Palácio Oriental"). O portão do sudeste, Babe Dailão ("Portão dos Dailamitas"), levava ao monumento que mais tarde se tornou o santuário de Huceine, enquanto o portão do sudoeste era chamado Bab Turbat al-Za'faraan (ou Bab al-Za'faraan), em homenagem ao nome do mausoléu real adjacente. A parte sudoeste do palácio era ocupada pelas cozinhas, que também forneciam alimentos para os pobres durante o mês de jejum do Ramadã. O mais ao sul dos portões ocidentais, localizado nesse local, ficou conhecido como Bab Zuhuma, em homenagem aos odores de comida que emanavam das cozinhas. O único portão norte do palácio, Bab al-Rih ("Portão do Vento"), era a entrada usada pelos da'is. Esse portão também pode ter sido o último a desaparecer no período pós-fatímida, tendo sobrevivido pelo menos até 1408 e tendo sido visto por Almacrizi.
No século XII, o vizir Almamune Albatai (no cargo de 1122 a 1125) acrescentou mais três pavilhões ao palácio. Ele também foi responsável pela construção da Mesquita al-Aqmar, que ainda existe hoje, na extremidade noroeste do palácio.

### O mausoléu:Turbat al-Za'faraan
Anexado à extremidade sul do palácio oriental havia um mausoléu conhecido como Turbat al-Za'faraan ("A Tumba de Açafrão"), que servia como local de sepultamento dos califas Até mesmo os restos mortais dos califas fatímidas na Tunísia foram transferidos para cá quando o califado foi transferido para o Egito. As tumbas acabaram sendo completamente demolidas pelo emir mameluco Jaarca Alcalili para dar lugar ao Khan al-Khalili no final do século XIV, que deu seu nome à área do souq circundante ainda presente hoje. Jaharkas supostamente se desfez dos ossos da família real fatímida jogando-os nas colinas de lixo a leste da cidade.
Também adjacente ao mausoléu dos califas havia um santuário do século XII que supostamente abrigava a cabeça de Huceine, o filho de Ali que foi morto na Batalha de Carbala em 680 e é reverenciado como mártir pelos xiitas. Originalmente, acreditava-se que sua cabeça estava enterrada em Ascalão, mas os fatímidas a levaram para o Cairo em 1153, quando Ascalão foi ameaçada pelos cruzados. Como os fatímidas reivindicavam a descendência da mãe de Huceine, Fátima, a criação desse santuário foi um importante ato simbólico e religioso. O santuário existe até hoje (embora tenha sido reconstruído várias vezes) na Mesquita al-Hussein, que é muito visitada pelos muçulmanos.

## O Palácio Ocidental

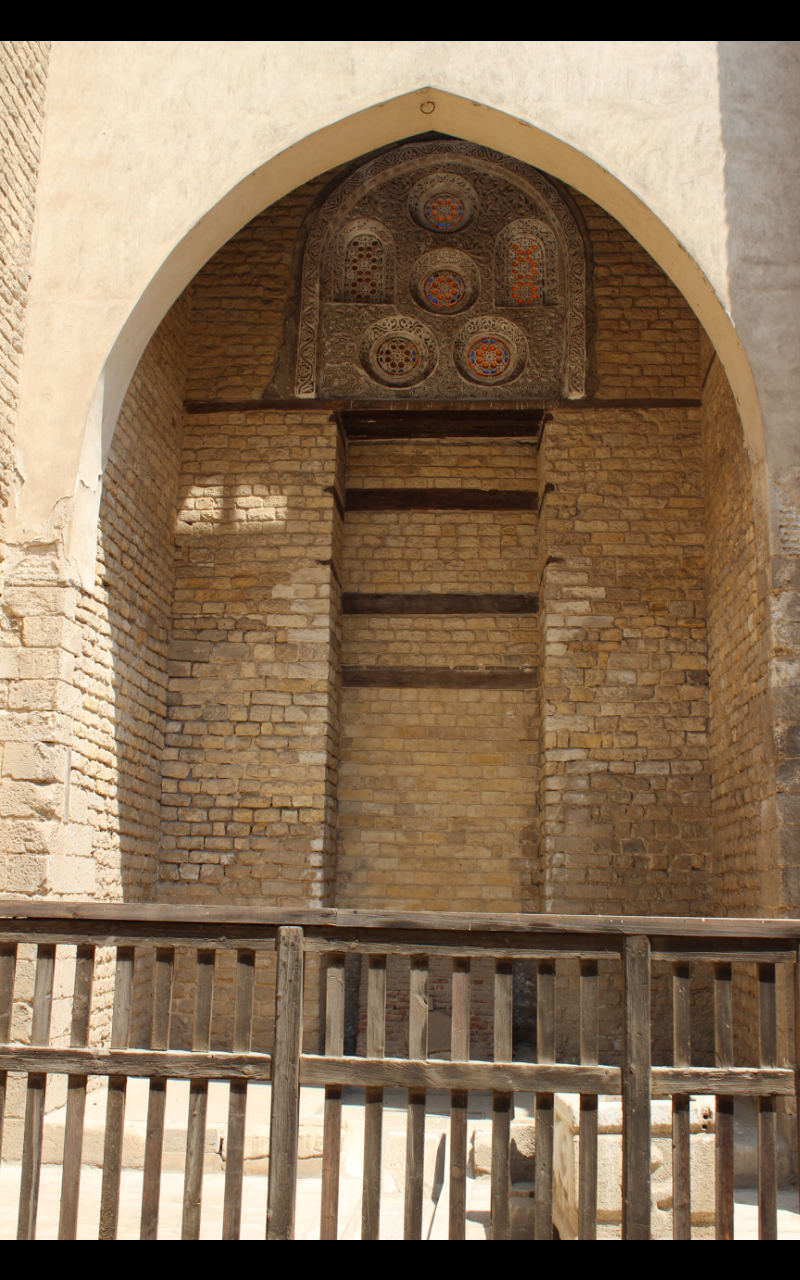
Um ivã no maristão (hospital) do Sultão Calavuno que incorpora restos do Palácio Ocidental Fatímida, que anteriormente ficava nesse local

O Palácio Ocidental, menor, também conhecido como Palácio Menor (Cácer Alçaguir Algarbi), foi inicialmente construído como residência para uma das filhas do califa Alaziz, Sital Mulque (que também foi governante de facto entre 1021 e 1023). Cobria cerca de 4,5 hectares e tinha duas alas que envolviam os lados sul e norte da praça Bayn al-Qasrayn. De modo geral, sabe-se menos sobre esse palácio, pois ele foi rapidamente substituído por outras estruturas na era pós-fatímida. O palácio foi construído no local de um vasto jardim existente anteriormente chamado al-Bustan al-Kafur (ou al-Bustan al-Kafuri), que foi originalmente estabelecido aqui pelo governante iquíxida Abul Misque Cafur, que governou o Egito antes dos fatímidas. A parte ocidental do jardim foi mantida para o prazer dos fatímidas e foi inicialmente reservada para a família do califa. Os palácios oriental e ocidental, bem como esses jardins a oeste, eram todos conectados por grandes túneis que permitiam que os califas fossem de um para o outro a cavalo. O Palácio Ocidental foi reformado em 1064 pelo califa Almostancir, que esperava abrigar os califas abássidas, seus rivais sunitas, depois de tê-los deposto brevemente em Bagdá por um ano (em 1058-59); no entanto, esse objetivo nunca foi alcançado. O palácio também era conhecido como Qasr al-Bahr ("Palácio do Mar/Rio") em referência ao fato de que ficava próximo ao antigo canal (o Khalij), que passava ao lado do Cairo e que outrora se estendia até o Mar Vermelho.

## Outros palácios e instalações Fatímidas próximos
Durante o período fatímida, vários outros palácios e estabelecimentos menores também foram construídos nas áreas ao redor dos palácios dos califas. Ao sul de ambos os palácios havia um conjunto de estábulos. O palácio do vizir, o Dar al-Wizara, estava localizado a nordeste do Palácio Oriental, no local da atual Khanqah do Sultão Baibars Aljaxenaquir e da Madraça de Amir Carassuncur. Foi construído pelo vizir Lavendálio (filho do famoso vizir Badre Aljamali) após 1094. O califa Aláqueme (entre 996 e 1021) ou Alamir (em 1116) acrescentou ao lado da extremidade sul do Palácio Ocidental uma academia conhecida como Dar al-'ilm (aproximadamente "Casa do Conhecimento/Ciência"). Outro palácio conhecido como al-Qasr al-Nafi'i localizava-se ao sul do palácio oriental, em um local hoje ocupado pela Wikala al-Silahdar, do século XIX, dentro do Khan al-Khalili. Os fatímidas também construíram palácios de lazer ao longo das margens do Nilo e do canal Khalij, como o Lu'lu'a ou Palácio das Pérolas, construído por Alaziz e reconstruído por Azair (mais tarde, foi usado como residência do pai de Salah ad-Din. A mãe de Alaziz também construiu um grande palácio dentro de al-Qarafa, a vasta necrópole e cemitério da principal cidade de Fostate, ao sul.

## Os palácios após os fatímidas
O Cairo foi definitivamente aberto a todas as pessoas sob o governo de Saladino, que desmantelou o Califado Fatímida em 1171 e iniciou a construção de uma nova cidadela fortificada (a atual Cidadela do Cairo) mais ao sul, fora da cidade murada, que abrigaria os governantes do Egito e a administração do estado. Isso acabou com o status do Cairo como uma cidade-palácio exclusiva e deu início a um processo pelo qual a cidade se tornou um centro econômico habitado por egípcios comuns e frequentado por viajantes estrangeiros. Os antigos palácios fatímidas da cidade tornaram-se obsoletos como residências califais e foram abertos para reforma. Inicialmente, Salah ad-Din os transformou em residências para a aristocracia de sua própria dinastia Ayyubid, bem como em madraças, uma khanqah e um hospital. Os sultões ayyubid Camil e Sale Aiube construíram importantes madraças em diferentes áreas do local dos antigos palácios. No período mameluco, a transformação da área continuou e a maioria dos palácios desapareceu, sendo substituídos por várias estruturas urbanas e transformados em novos bairros da cidade. Alguns remanescentes do palácio permaneceram de pé por séculos após a queda dos fatímidas.
No entanto, a principal rua norte-sul do Cairo, a Caçaba (rua Almuiz), permaneceu fixa e a antiga área de Bayn al-Qasrayn continuou sendo um local privilegiado para a construção de complexos arquitetônicos reais, como o complexo Maristão-Mausoléu-Madraça do Sultão Calavuno. A própria praça Bayn al-Qasrayn, no entanto, desapareceu gradualmente e se tornou essencialmente outro trecho da rua Qasaba, já que as construções em ambos os lados preencheram o espaço anteriormente aberto.

## Vestígios dos palácios atuais

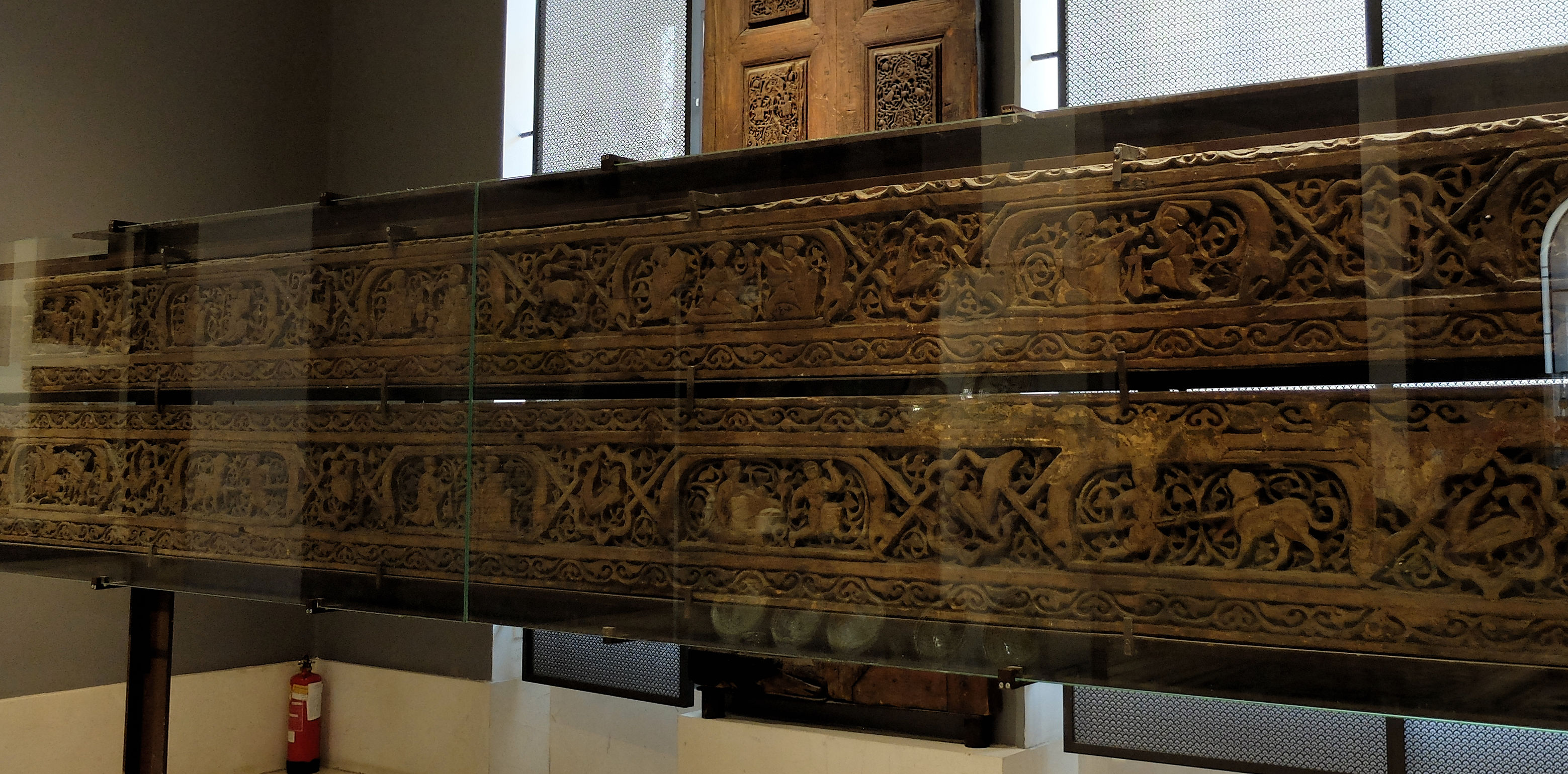
Um par de vigas de madeira esculpidas com cenas de animais e humanos que pertenceram ao Palácio Ocidental Fatímida. (Em exposição no Museu de Arte Islâmica, Cairo).

Hoje, praticamente nada resta dos palácios, a não ser um topônimo ocasional e alguns fragmentos físicos menores. A maioria dos edifícios na área de Bayn al-Qasrayn foi construída sobre as fundações ou ruínas dos palácios. Um dos principais pátios do maristão (hospital) do sultão Calavuno (construído em 1285) incorpora resquícios do Palácio Fatímida Ocidental, em particular algumas janelas de estuque esculpido em seu ivã oriental, provavelmente parte do que era originalmente um pátio do palácio que tinha quatro ivãs dispostos em uma formação cruzada. Da mesma forma, a fonte lobulada no meio do pátio da madraça de Calavuno (no mesmo complexo) também pertenceu a esse palácio. A Madraça de Sale Aiube, do século XIII, foi construída em parte sobre as antigas cozinhas do palácio. A Khanqah do Sultão Baybars al-Jashnakir (construída entre 1306 e 1310) e a Madraça de Amir Carassuncur (construída em 1300) ficam no local da antiga residência dos vizires fatímidas, que ficava de frente para um portão ocidental do Palácio Oriental. A grande grade de ferro da janela na fachada externa do mausoléu da khanqah de Baybars al-Jashnakir foi originalmente um artefato trazido dos palácios abássidas em Bagdá e usado no palácio dos vizires fatímidas. O antigo minarete ayyubid na entrada da Mesquita al-Hussein foi construído sobre um dos antigos portões do Palácio Oriental Fatímida (citado como "Bab al-Akhdar", mas talvez seja o mesmo que Bab al-Daylam), pois o santuário de al-Hussein era originalmente adjacente ao palácio.
Alguns artefatos e fragmentos arquitetônicos dos Grandes Palácios fatímidas estão agora em exposição no Museu de Arte Islâmica do Cairo, incluindo painéis e vigas de madeira encontrados no complexo Maristão de Calavuno e na Madraça de al-Nasir Muhammad.